# The Wright Way
The Wright Way is een Britse sitcom waarvan de eerste aflevering werd uitgezonden op 23 april 2013 op BBC One. De serie is bedacht en geschreven door Ben Elton en volgt Gerald Wright (David Haig) als manager van de afdeling veiligheid en gezondheid.

## Verhaal
De serie gaat over Gerald Wright (David Haig), de manager van de afdeling veiligheid en gezondheid van het fictieve Baselricky Council. Zijn team bestaat uit Malika Maha (Mina Anwar), Clive Beeches (Luke Gell) en Bernard Stanning (Toby Longworth). Hij woont met zijn dochter Susan (Joanne Matthews) en haar vriendin Victoria (Beattie Edmondson) nadat zijn ex-vrouw Valerie (Kacey Ainsworth) hem heeft verlaten.

## Productie
The Wright Way is de eerste sitcom geschreven door Ben Elton die werd opgenomen in een studio met publiek sinds The Thin Blue Line werd uitgezonden in 1995. De originele titel was Slings and Arrows maar Elton veranderde dat omdat hij het niet vond passen bij de setting van de comedy.
Bij de pilotaflevering, die nog de naam Slings and Arrows had, heette het personage van David Haig, Gerald Measley en speelde Montserrat Lombard en Nathan Caton mee.

The Wright Way herenigt Ben Elton met de acteurs David Haig en Mina Anwar die speelden in zijn comedy The Thin Blue Line. Elton werkte ook samen met de ouders van Beattie Edmondson, Adrian Edmondson en Jennifer Saunders, maar heeft de rol van Victoria op eigen kracht behaald.
The Wright Way werd gefilmd in een studio van MediaCityUK in Salford in de periode van januari tot maart 2013. De BBC maakte in juli 2013 bekend dat het eerste seizoen geen vervolg krijgt. Dit gebeurde in samenspraak met Ben Elton die de kritiek op de komedieserie zich aantrok en dat niet wilde voor een tweede seizoen.

## Rolverdeling
| Acteur            | Personage                |
| ----------------- | ------------------------ |
| David Haig        | Gerald Wright            |
| Mina Anwar        | Malika Maha              |
| Luke Gell         | Clive Beeches            |
| Toby Longworth    | Bernhard Stanning        |
| Joanne Matthews   | Susan Wright             |
| Beattie Edmondson | Victoria                 |
| Kacey Ainsworth   | Valerie                  |
| Brenda Edwards    | Mrs. Jonson              |
| Robert Daws       | Burgemeester Len Winkler |

## Afleveringen
| Nr. | Aflevering | Titel                   | Schrijver(s) | Regisseur      | Uitzenddatum  |  |
| --- | ---------- | ----------------------- | ------------ | -------------- | ------------- |  |
| 1 | 1          | The Rogue Speed Bump    | Ben Elton    | Dewi Humphreys | 23 april 2013 |  |
| Gerald zijn dag begint slecht, de vriendin van zijn dochter houdt de badkamer bezet en daarom moet hij gebruikmaken van de kraan op zijn werk. Ook wordt er een verkeersdrempel gevonden die te hoog is en is het Malika haar verjaardag.                                                           |            |                         |              |                |               |  |
| 2 | 2          | Conkers Bonkers         | Ben Elton    | Dewi Humphreys | 30 april 2013 |  |
| Gerald en zijn team staan onder druk als de burgemeester wil weten of het spel Conkers kan worden onderzocht op veiligheid. Susan overtuigt haar vader om zijn ex-vrouw Valerie uit te nodigen om zijn quich te eten.                                                                               |            |                         |              |                |               |  |
| 3 | 3          | Lethal Swing Back       | Ben Elton    | Dewi Humphreys | 7 mei 2013    |  |
| Het stadhuis heeft te maken met een dief die het wc-papier uit de mannen-wc steelt. De afdeling is bezig met het ontwikkelen van een veilige schommel voor schoolpleinen. Susan moet voor de rechter verschijnen door een oud-werknemer en probeert haar vader aan zijn collega Malika te koppelen. |            |                         |              |                |               |  |
| 4 | 4          | Concealed Sharp Objects | Ben Elton    | Dewi Humphreys | 14 mei 2013   |  |
| Gerald ziet zijn kans om eindelijk een veiligheidswaarschuwing te schrijven en krijgt hulp van Malika. Victoria en Susan krijgen dansles van Valerie om zich voor te bereiden voor de dansavond. |            |                         |              |                |               |  |
| 5 | 5          | Curbin The Kerb         | Ben Elton    | Dewi Humphreys | 21 mei 2013   |  |
| Gerald en zijn team houden zich bezig om het struikelen in het openbaar te verminderen. Sue maakt zich zorgen om de aankomende rechtszaak en ziet een andere kant van Kyle. Ook probeert Gerald zich telefonisch aan te melden voor een prostaatonderzoek.                                          |            |                         |              |                |               |  |
| 6 | 6          | The Deadly Receptacle   | Ben Elton    | Dewi Humphreys | 28 mei 2013   |  |
| De spanning loopt hoog op als de Big Ballroom Night steeds dichterbij komt. Gerald en zijn team ontdekken een samenzwering bij het onderzoeken van koffiebekers. |            |                         |              |                |               |  |

## Ontvangst
De eerste aflevering is met negatieve recensies ontvangen. The Daily Telegraph zegt dat het niet zorgt voor glimlach. De Daily Mirror noemde het de slechtste sitcom ooit. The Guardian noemde het ongrappige slapstick met oude grappen dat het in de jaren 70 al ouderwets was. Ook vonden ze dat de acteurs hun best deden om de schade te beperken maar dat het geen zin had om te proberen het script overtuigend te maken. The Independent zegt dat het uit onderdelen van andere comedy's bestaat en het zoveel zuchten en kreunen oproept dat je een menigte met fakkels en hooivorken wilt verzamelen. Ook werd het vergeleken met de fictieve comedy When the Wistle Blows uit de sitcom Extras.